# Geryszaska
Geryszaska (ukr. Ґеришаска, więcej zob. niżej) – szczyt górski w paśmie Świdowca w Ukraińskich Karpatach zlokalizowany w rejonie rachowskim obwodu zakarpackiego.

## Geografia
Geryszaska położona jest w głównym równoleżnikowym grzbiecie Świdowca, pomiędzy Trojaską (1702 m n.p.m.) na zachodzie a Worożeską (1732 m n.p.m.) na wschodzie. Wznosi się na wysokość 1762 m n.p.m. przy wybitności 110 m i izolacji 3,1 km (najbliższy wyższy szczyt: Tatulska). Z wierzchołka ku południu odchodzi ok. 40-kilometrowa odnoga (tzw. Płaj Hłaskułowy, Гласкулова плайка) opadająca w stronę Cisy. Jej najwyższym wzniesieniem jest położona bezpośrednio za Geryszaską niemal równie wysoka Todiaska (Dohiaska; 1761 m n.p.m.). Dwa oddalone od siebie o 700 metrów szczyty oddziela stosunkowo płytka przełęcz Dohiaska (1725 m n.p.m.). Niekiedy szczyt Geryszaski określa się wariantem nazwy Todiaska.
Północne skłony Geryszaski odwadniane są przez dopływy potoku Apszyniec (Apszyneć), który wypływa z jeziora o tej samej nazwie położonego na stokach pomiędzy Geryszaską a Trojaską. Po południowej stronie głównego grzbietu ciągną się dwie doliny rozdzielone grzbietem Płaju Hłaskułowego – po stronie zachodniej jest to dolina potoku Serednia Rika, po stronie wschodniej – potoku Kosiwka. Ten ostatni swój początek bierze w jeziorze Heraszaśka (Dohiaska). Ku dnu karu polodowcowego, w którym utworzyło się jezioro zbocza Geryszaski i Todiaski opadają ponad 150-metrowymi urwiskami.
Z wierzchołka Geryszaski otwiera się szeroka panorama. Widok obejmuje m.in. szczyty Połoniny Borżawskiej (Stoj, Magura Żydowska, Kuk) i Czerwonej (Syhłański, Topas, Menczuł) – na północnym zachodzie, większość Gorganów (Strymba, Negrowiec, Popadia, Mołoda, Grofa, Ihrowiec, Sywula, Gropa, Bratkowska, Czarna Klewa, Doboszanka) – na północy i północnym wschodzie, szczyty Czarnohory (Howerla, Breskuł, Petros, Brebeneskuł, Hutyn Tomnatyk, Pop Iwan) – na południowym wschodzie. Dalej zaobserwować można też szczyty Karpat Marmaroskich (Cearcănul, Toroiaga, Neniska Mała, Petros, Pop Iwan) oraz Gór Rodniańskich (Pietrosul Rodnei, Țapului) i Gór Țibleș (Bran) – na południu. Ze wszystkich stron na pierwszym planie znajdują się też sąsiednie wierzchołki Świdowca (Unhariaska, Trojaska, Tataruka, Worożeska, Tatulska, Żandarmy, Bliźnica, Todiaska, Apecka).

## Ekologia i turystyka
Geryszaska znajduje się ok. 3 km od granic Karpackiego Rezerwatu Biosfery, bliższe okolice szczytu nie podlegają żadnej formie ochrony przyrody pomimo apeli środowisk naukowych podejmowanych w tym kierunku w drugiej dekadzie XXI wieku. W pobliżu wierzchołka znajduje się jedyne na terytorium Ukrainy udokumentowane stanowisko przewiercienia jaskrowatego (Bupleurum ranunculoides L.).
Wzdłuż głównego grzbietu Świdowca, w tym przez Geryszaskę, przebiega znakowany na czerwono Zakarpacki Szlak Turystyczny. Od południa na szczyt prowadzi też szlak rowerowy „Steżkamy Opryszkiw” (Ścieżkami Opryszków), który po dotarciu na Geryszaskę odbija na wschód.

## Nazwa
Tę samą nazwę w języku ukraińskim poza opisywanym szczytem nosi także pobliskie jezioro. Nie jest ona jednak ustandaryzowana; dla obu tych obiektów notowana jest zarówno forma Ґеришаска (Geryszaska), Ґерешаска (Gereszaska), Геришаска (Heryszaska), Герешаска (Hereszaska) czy Герашаська (Heraszaśka; forma ta szczególnie często w odniesieniu do jeziora). Niekiedy to samo źródło stosuje różne nazwy dla góry i jeziora.
Jej dokładne pochodzenie jest nieznane. Przypuszcza się, że może ona pochodzić od formy Гераш- (Herasz-), miejscowego zakarpackiego wariantu imienia Gerazym, które w języku standardowym brzmi Герасим (Herasym).

## Galeria

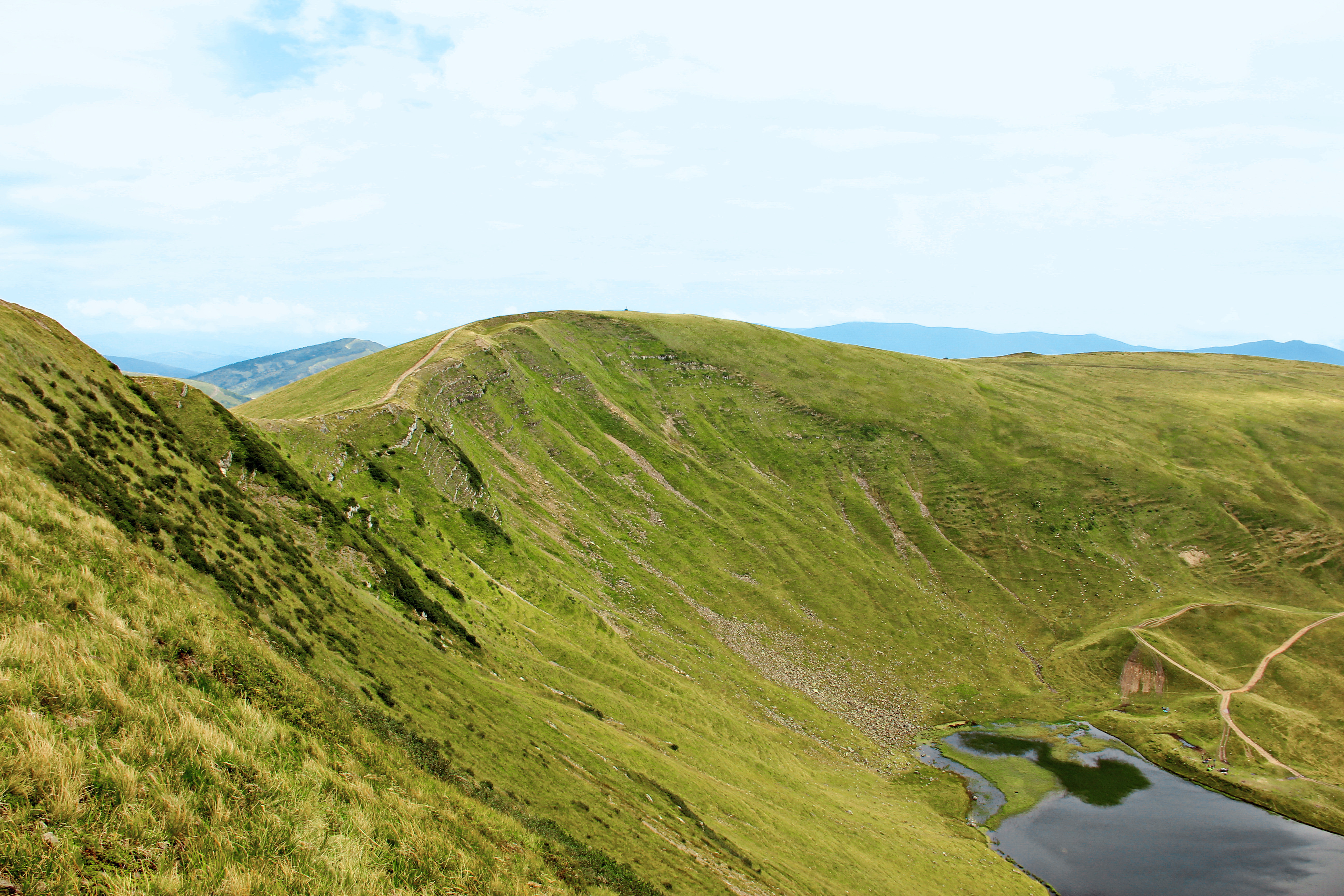
Geryszaska widziana od południa, po prawej stronie w dole jezioro Heraszaśka (Dohiaska)
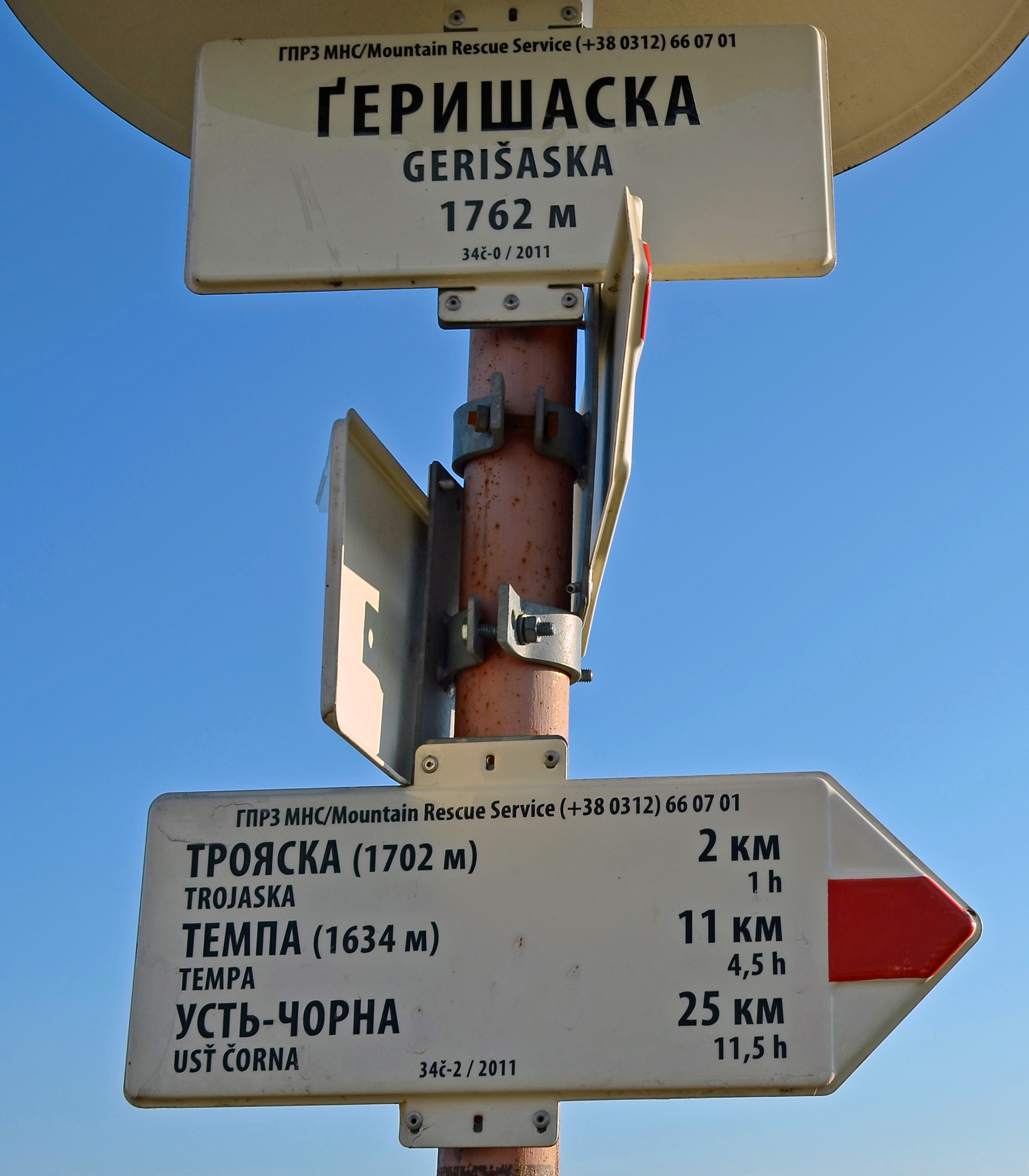
Drogowskaz na Geryszasce
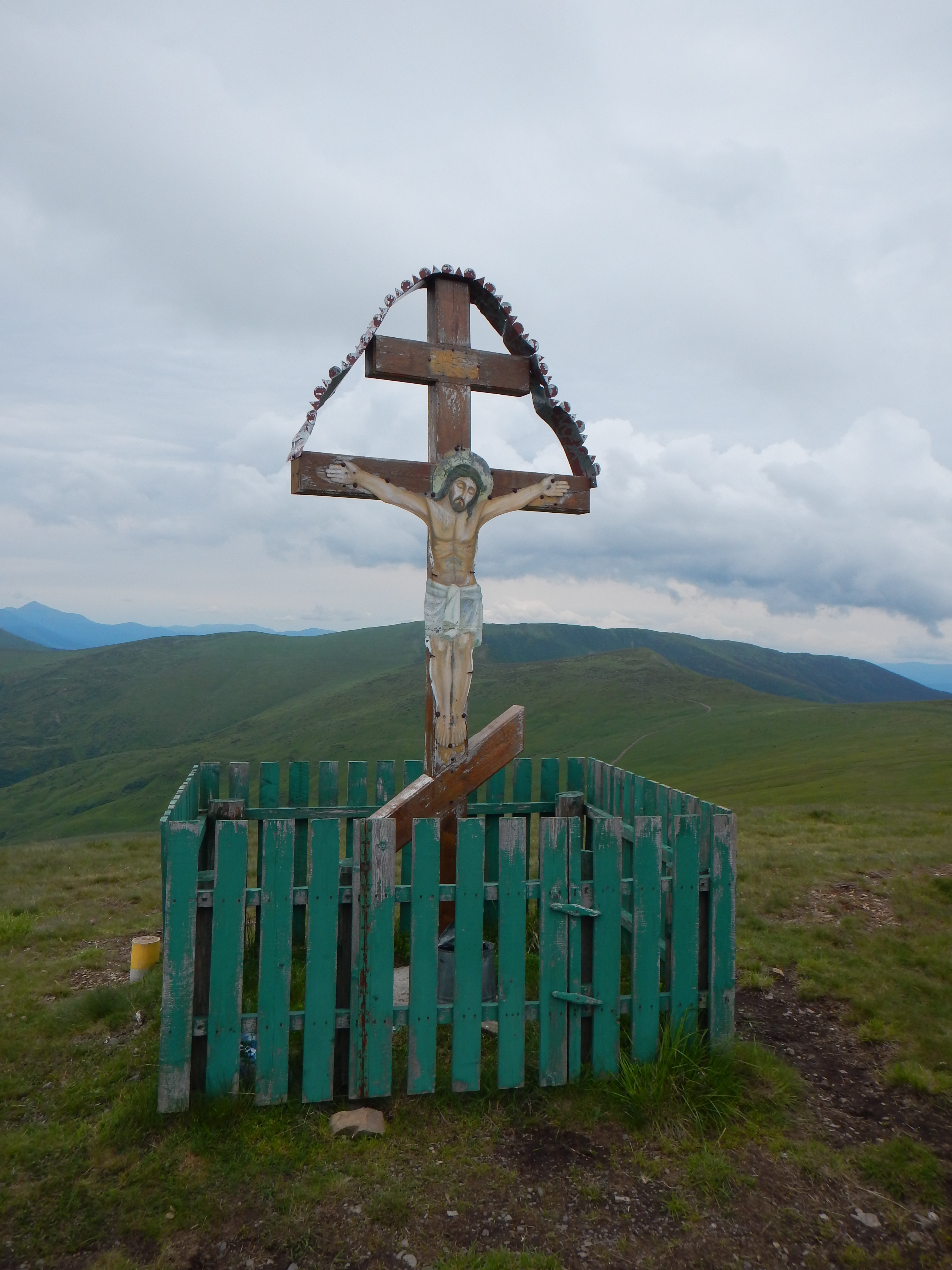
Krzyż na szczycie